# Krokvattnet (Färgelanda socken, Dalsland)
Krokvattnet är en sjö i Färgelanda kommun i Dalsland och ingår i Örekilsälvens huvudavrinningsområde. Sjöns area är 0,026 kvadratkilometer och den är belägen 115 meter över havet.